# Liste der denkmalgeschützten Objekte in Lebring-Sankt Margarethen
Die Liste der denkmalgeschützten Objekte in Lebring-Sankt Margarethen enthält die 13 denkmalgeschützten, unbeweglichen Objekte der Gemeinde Lebring-Sankt Margarethen im steirischen Bezirk Leibnitz.

## Denkmäler
| Foto  |                 | Denkmal                                                                  | Standort                                        | Beschreibung | Metadaten |
| ----- | --------------- | ------------------------------------------------------------------------ | ----------------------------------------------- | --- | --- |
| ja    | Datei hochladen | Ortskapelle HERIS-ID: 69359 Objekt-ID: 82438                             | Bachsdorfer Straße 28 Standort KG: Lebring      | | BDA-Hist.: Q38122261 Status: § 2a Stand der BDA-Liste: 2025-06-30 Name: Ortskapelle GstNr.: 728/5                                                                                 |
| ja    | Datei hochladen | Rathaus/Gemeindeamt HERIS-ID: 69173 Objekt-ID: 82221                     | Grazerstraße 1 Standort KG: Lebring             | | BDA-Hist.: Q38121689 Status: § 2a Stand der BDA-Liste: 2025-06-30 Name: Rathaus/Gemeindeamt GstNr.: .5/1                                                                          |
| ja    | Datei hochladen | Kriegerdenkmal HERIS-ID: 69172 Objekt-ID: 82220                          | Leibnitzer Straße Standort KG: Lebring          | | BDA-Hist.: Q38121679 Status: § 2a Stand der BDA-Liste: 2025-06-30 Name: Kriegerdenkmal GstNr.: .146                                                                               |
| ja    | Datei hochladen | Kraftwerk Lebring HERIS-ID: 60229 Objekt-ID: 72384                       | Leibnitzer Straße 5 Standort KG: Lebring        | Das (alte) Mur-Kraftwerk Lebring ist ein wichtiges Zeugnis des Kraftwerkbaus aus den Anfängen der Elektrizitätswirtschaft in Österreich. Der 1901–1903 errichtete Ziegelbau ist an der Fassade mit Lisenen gegliedert und hat rundbogigen Nischen und Fensteröffnungen. Der Eckturm hat ein Pyramidendach und ist mit Erker und Ecktürmchen geschmückt. Die Maschinenhalle mit den hohen Eisensprossenfenstern ist innen teilweise als Museum gestaltet (u. a. Turbine und Generator). Die in Betrieb befindlichen elektronischen Einrichtungen (Schaltanlage) stehen nicht unter Denkmalschutz. Es speiste die erste 20-Kilovolt-Überlandleitung (Übertragungsleitung) von Österreich-Ungarn (20 km nach Graz-Puntigam, Trafohaus aus 1903 dort denkmalgeschützt).                                                    | BDA-Hist.: Q38091058 Status: Bescheid Stand der BDA-Liste: 2025-06-30 Name: Kraftwerk Lebring GstNr.: 37/36 Kraftwerk Lebring                                                     |
| ja BW | Datei hochladen | Transformator-Häuschen HERIS-ID: 66109 Objekt-ID: 78982                  | bei Leibnitzer Straße 5 Standort KG: Lebring    | Das Transformator-Häuschen stammt aus dem frühen 20. Jahrhundert und ist ein Beispiel von besonderem Seltenheitswert aus der Frühzeit der Elektrizitätsversorgung. Ursprünglich stand es in Unterpremstätten bei Hauptstraße 92 (ursprüngliche Lage), 2005 wurde es an den jetzigen Standort auf dem Gelände des Kraftwerks Lebring transloziert. Das Transformator-Häuschen ist eine kleine zylindrische Eisenkonstruktion mit genieteten Verbindungen in Form einer Litfaßsäule, das kegelförmige Blechdach wird durch einen Knauf mit spitzem Abschluss bekrönt. In einer Kehle des Gesimses zwischen Zylinder und Kegeldach sind kleine Lüftungsöffnungen eingelassen, die sowohl eine technische als auch eine dekorative Funktion erfüllen. Das Transformator-Häuschen hat eine größere und zwei kleinere Türen. | BDA-Hist.: Q38112491 Status: Bescheid Stand der BDA-Liste: 2025-06-30 Name: Transformator-Häuschen GstNr.: 37/39 Kraftwerk Lebring                                                |
| ja    | Datei hochladen | Schlossanlage Murstetten HERIS-ID: 5317 Objekt-ID: 1180                  | Leibnitzer Straße 16 Standort KG: Lebring       | Das Schloss Murstetten oder Murstätten wurde zwischen 1728 und 1731 erbaut. Es ist ein stattlicher zehnachsiger Bau, dessen Schauseite reiche Stuckatur aufweist. Die Fassade ist mit Pilastern gegliedert, die Stuckfelder unterhalb der Beletage-Fenster zeigen Jagd- und Landwirtschaftsszenen. Reich stuckiert ist auch das Portal, das sich mit den Jahreszahlen 1783 und 1903 auf Umgestaltungen bezieht. Im hinteren Teil des Gebäudes steht die 1903 stuckierte Schlosskapelle hervor. Das Schloss ist von einem Park umgeben. | BDA-Hist.: Q2242493 Status: Bescheid Stand der BDA-Liste: 2025-06-30 Name: Schlossanlage Murstetten GstNr.: .16, 26/3, 27/3                                                       |
| BW    | Datei hochladen | Urgeschichtliche Siedlung HERIS-ID: 85692 Objekt-ID: 99908               | Grazerstraße 25 Standort KG: St. Margareten     | 1950 wurde an dieser Stelle ein Steinbeil gefunden. Eine urgeschichtliche Siedlung wurde bei einer Fundstellenerhebung 1987 angenommen, konnte bei Untersuchungen 2018 aber nicht bestätigt werden. | BDA-Hist.: Q38185667 Status: § 2a Stand der BDA-Liste: 2025-06-30 Name: Urgeschichtliche Siedlung GstNr.: 219/7                                                                   |
| ja    | Datei hochladen | Taubenschlag HERIS-ID: 69152 Objekt-ID: 82199                            | bei Grazerstraße 55 Standort KG: St. Margareten | | BDA-Hist.: Q38121620 Status: Bescheid Stand der BDA-Liste: 2025-06-30 Name: Taubenschlag GstNr.: 200                                                                              |
| ja BW | Datei hochladen | Sog. Knopperhaus HERIS-ID: 25907 Objekt-ID: 22357                        | Grazerstraße 59 Standort KG: St. Margareten     | | BDA-Hist.: Q37897319 Status: Bescheid Stand der BDA-Liste: 2025-06-30 Name: Sog. Knopperhaus GstNr.: .59/1, 159/1                                                                 |
| ja    | Datei hochladen | Mesnerhaus HERIS-ID: 69181 Objekt-ID: 82230                              | Greithweg 2 Standort KG: St. Margareten         | | BDA-Hist.: Q38121709 Status: § 2a Stand der BDA-Liste: 2025-06-30 Name: Mesnerhaus GstNr.: .34                                                                                    |
| ja    | Datei hochladen | Pfarrhof HERIS-ID: 69182 Objekt-ID: 82231                                | Greithweg 2 Standort KG: St. Margareten         | | BDA-Hist.: Q38121719 Status: § 2a Stand der BDA-Liste: 2025-06-30 Name: Pfarrhof GstNr.: .35/1                                                                                    |
| ja    | Datei hochladen | Friedhof und Friedhofsmauer mit Kapelle HERIS-ID: 69177 Objekt-ID: 82225 | bei Greithweg 2 Standort KG: St. Margareten     | | BDA-Hist.: Q38121700 Status: § 2a Stand der BDA-Liste: 2025-06-30 Name: Friedhof und Friedhofsmauer mit Kapelle GstNr.: .31                                                       |
| ja    | Datei hochladen | Kath. Pfarrkirche hl. Margaretha HERIS-ID: 51865 Objekt-ID: 57672        | bei Greithweg 2 Standort KG: St. Margareten     | Die Pfarrkirche geht wahrscheinlich auf eine mittelalterliche Burgkapelle zurück. Die unteren Geschoße des Westturms sind gotisch, das oberste mit Doppelzwiebelhelm ist barock. Der vierjochige Saalraum geht auf einen Vergrößerungsbau im Jahr 1705 zurück. Der Hochaltar stammt aus der 1. Hälfte des 18. Jahrhunderts, die Seitenaltäre sind vom Rokokostil geprägt. | BDA-Hist.: Q38047990 Status: § 2a Stand der BDA-Liste: 2025-06-30 Name: Kath. Pfarrkirche hl. Margaretha GstNr.: .31 Kath. Pfarrkirche hl. Margaretha (Lebring-Sankt Margarethen) |